# Canton de Bapaume
Le canton de Bapaume est une circonscription électorale française située dans le département du Pas-de-Calais et la région Hauts-de-France.

## Géographie

Le Canton de Bapaume dans l'arrondissement d'Arras

Ce canton est organisé autour de Bapaume dans l'arrondissement d'Arras. Son altitude varie de 92 m (Warlencourt-Eaucourt) à 158 m (Martinpuich) pour une altitude moyenne de 118 m.

## Histoire
De 1833 à 1848, les cantons de Bapaume et de Croisilles avaient le même conseiller général. Le nombre de conseillers généraux était limité à 30 par département.
À la suite du redécoupage cantonal de 2014, les limites territoriales du canton sont remaniées. Le nombre de communes du canton passe de 22 à 75.

## Représentation

### Conseillers d'arrondissement (de 1833 à 1940)
| Période                                  | Période | Identité                             | Étiquette   | Qualité |
| ---------------------------------------- | ------- | ------------------------------------ | ----------- | --- |
| 1833                                     | 1845    | Jean Baptiste Davion                 |             | Fabricant de sucre de betterave à Bapaume                                                                   |
| 1845                                     | 1852    | François Édouard Prévost (1811-1854) |             | Notaire, maire de Bapaume                                                                                   |
|                                          |         |                                      |             | |
| av.1884                                  | 1886    | Zéphir Dhorne (1839-1902)            |             | Notaire à Bapaume                                                                                           |
| 1886                                     | 1892    | Norbert Saudemont                    |             | Propriétaire à Bapaume                                                                                      |
| 1892                                     | 1910    | Léonce Walle (1857-1912)             | Républicain | Cultivateur, maire de Grévillers                                                                            |
| 1910                                     | 1934    | Gaston Stenne                        | URD         | Industriel, maire de Bapaume                                                                                |
| 1934                                     | 1937    | Abel Guidet                          | PRRRS       | Négociant Député (1936-1940) Maire de Bapaume (1929-1940)                                                   |
| 1937                                     | 1940    | Léonce Verdel                        | PRRRS       | Boulanger, conseiller municipal de Bapaume                                                                  |
| 1940                                     |         |                                      |             | Les conseils d'arrondissement ont été suspendus par la loi du 12 octobre 1940 et n'ont jamais été réactivés |
| Les données manquantes sont à compléter. |         |                                      |             | |

### Conseillers généraux de 1833 à 2015
| Période   | Période                | Identité                         | Étiquette              | Qualité |
| --------- | ---------------------- | -------------------------------- | ---------------------- | --- |
| 1833      | 1836                   | Augustin Joseph Ledoux           |                        | Propriétaire à Arras et à Douchy-lès-Ayette |
| 1836      | 1838 (décès)           | Pierre André Capon Delimal       |                        | Ancien officier Maire de Bapaume |
| 1838      | 1845                   | Alexandre Grardel (1788-1876)    |                        | Négociant, maire de Bapaume |
| 1845      | 1870 (décès)           | Nicolas Proyart (1797-1870)      |                        | Maire de Morchies |
| 1870      | 1871                   | Eugène Parel                     |                        | Négociant à Bapaume |
| 1871      | 1895                   | Ernest Deusy                     | Républicain            | Avocat à Paris Maire d'Arras Député (1876-1877 et 1878-1881) |
| 1895      | 1937                   | Aimé Goubet                      | Rad.                   | Propriétaire à Biefvillers-lès-Bapaume Maire de Bapaume |
| 1937      | 1940                   | Abel Guidet                      | PRRRS                  | Négociant Député (1936-1940) Maire de Bapaume (1929-1940) |
|           |                        |                                  |                        | |
| 1945      | 1979 (démission)       | Henri Guidet (fils du précédent) | Rad. puis SFIO puis PS | Moniteur de gymnastique Député (1967-1968) Maire de Bapaume (1965-1980) |
| 1980      | 2001                   | Jean-Paul Delevoye               | RPR                    | Directeur de société Maire de Bapaume de 1982 à 2002 et de 2004 à 2014 Sénateur (1992-2002) Ministre (2002-2004)                                                                                 |
| 2001      | avril 2014 (démission) | Jean-Jacques Cottel              | PS                     | Retraité de l'enseignement Maire de Beaulencourt (1995 → 2014) Maire de Bapaume (2014 → ) Député du Pas-de-Calais (2012 → 2017) Démissionnaire à la suite de son élection comme maire de Bapaume |
| juin 2014 | 2015                   | Véronique Thiébaut               | PS                     | Consultante en économie sociale et solidaire Maire de Biefvillers-lès-Bapaume |

### Représentation à partir de 2015
| Période élective | Période élective | Mandat | Mandat   | Identité            | Nuance | Nuance | Qualité |
| ---------------- | ---------------- | ------ | -------- | ------------------- | ------ | ------ | --- |
| 2015             | 2021             | 2015   | 2017     | Bruno Duvergé       |        | MoDem  | Cadre supérieur Maire de Hamelincourt (2008 → 2017) Conseiller général de Croisilles (2008 → 2015) Démissionnaire à la suite de son élection comme député du Pas-de-Calais (1re circ.) |
| 2015             | 2021             | 2015   | 2021     | Évelyne Dromart     |        | MoDem  | Maire de Morchies (2004 → ) |
| 2015             | 2021             | 2017   | 2021     | Michel Rousseau     |        | DVD    | Agriculteur Maire de Inchy-en-Artois (2004 → ) |
| 2021             | 2028             | 2021   | en cours | Jean-Jacques Cottel |        | DVG    | Retraité de l'enseignement Maire de Bapaume Président de la Communauté de communes du Sud-Artois                                                                                       |
| 2021             | 2028             | 2021   | en cours | Véronique Thiébaut  |        | DVG    | Consultante médico-sociale Maire de Biefvillers-lès-Bapaume |

### Résultats détaillés

#### Élections de mars 2015
À l'issue du 1er tour des élections départementales de 2015, trois binômes sont en ballottage : Marie-Annick Dupas et Guillaume Robart (FN, 42,1 %), Evelyne Dromart et Bruno Duvergé (DVD, 30,16 %) et Cédric Delmotte et Véronique Thiebaut (PS, 27,74 %). Le taux de participation est de 55,19 % (14 756 votants sur 26 735 inscrits) contre 51,81 % au niveau départemental et 50,17 % au niveau national.
Au second tour, Evelyne Dromart et Bruno Duvergé (DVD) sont élus avec 52,13 % des suffrages exprimés et un taux de participation de 54,96 % (6 917 voix pour 14 692 votants et 26 734 inscrits).
Michel Rousseau et Evelyne Dromart sont membres du groupe La République en marche au Conseil départemental du Pas-de-Calais,

#### Élections de juin 2021
Le premier tour des élections départementales de 2021 est marqué par un très faible taux de participation (33,26 % au niveau national). Dans le canton de Bapaume, ce taux de participation est de 39,11 % (10 443 votants sur 26 705 inscrits) contre 35,19 % au niveau départemental. À l'issue de ce premier tour, deux binômes sont en ballottage : Jean-Jacques Cottel et Véronique Thiebaut (PS, 34,35 %) et Marie-Annick Dupas et Guillaume Robart (RN, 29,26 %).
Le second tour des élections est marqué une nouvelle fois par une abstention massive équivalente au premier tour. Les taux de participation sont de 34,36 % au niveau national, 34,96 % dans le département et 38,73 % dans le canton de Bapaume. Jean-Jacques Cottel et Véronique Thiebaut (PS) sont élus avec 60,77 % des suffrages exprimés (5 795 voix pour 10 341 votants et 26 701 inscrits),,. 

## Composition

### Composition avant 2015
Le canton de Bapaume regroupait 22 communes.
| Nom                     | Code Insee | Codepostal | Superficie (km2) | Population (dernière pop. légale) | Densité (hab./km2) |
| ----------------------- | ---------- | ---------- | ---------------- | --------------------------------- | ------------------ |
| Bapaume (chef-lieu)     | 62080      | 62450      | 5,76             | 4 009 (2012)                      | 696                |
| Achiet-le-Grand         | 62005      | 62121      | 5,08             | 1 036 (2012)                      | 204                |
| Achiet-le-Petit         | 62006      | 62121      | 7,25             | 330 (2012)                        | 46                 |
| Avesnes-lès-Bapaume     | 62064      | 62450      | 3,09             | 146 (2012)                        | 47                 |
| Bancourt                | 62079      | 62450      | 4,54             | 80 (2012)                         | 18                 |
| Beaulencourt            | 62093      | 62450      | 4,90             | 238 (2012)                        | 49                 |
| Béhagnies               | 62103      | 62121      | 3,06             | 115 (2012)                        | 38                 |
| Beugnâtre               | 62121      | 62450      | 3,97             | 148 (2012)                        | 37                 |
| Biefvillers-lès-Bapaume | 62129      | 62450      | 4,04             | 100 (2012)                        | 25                 |
| Bihucourt               | 62131      | 62121      | 4,67             | 357 (2012)                        | 76                 |
| Favreuil                | 62326      | 62450      | 4,93             | 241 (2012)                        | 49                 |
| Frémicourt              | 62353      | 62450      | 5,63             | 265 (2012)                        | 47                 |
| Grévillers              | 62387      | 62450      | 6,35             | 374 (2012)                        | 59                 |
| Ligny-Thilloy           | 62515      | 62450      | 10,29            | 565 (2012)                        | 55                 |
| Martinpuich             | 62561      | 62450      | 5,96             | 199 (2012)                        | 33                 |
| Morval                  | 62593      | 62450      | 2,39             | 102 (2012)                        | 43                 |
| Riencourt-lès-Bapaume   | 62708      | 62450      | 3,41             | 38 (2012)                         | 11                 |
| Sapignies               | 62776      | 62121      | 3,33             | 180 (2012)                        | 54                 |
| Le Sars                 | 62777      | 62450      | 5,11             | 167 (2012)                        | 33                 |
| Le Transloy             | 62829      | 62450      | 10,41            | 417 (2012)                        | 40                 |
| Villers-au-Flos         | 62855      | 62450      | 5,80             | 218 (2012)                        | 38                 |
| Warlencourt-Eaucourt    | 62876      | 62450      | 3,71             | 167 (2012)                        | 45                 |

### Composition depuis 2015
Le nouveau canton de Bapaume comprend désormais 75 communes entières.
| Nom                             | Code Insee | Intercommunalité    | Superficie (km2) | Population (dernière pop. légale) | Densité (hab./km2) | Modifier                                    |
| ------------------------------- | ---------- | ------------------- | ---------------- | --------------------------------- | ------------------ | ------------------------------------------- |
| Bapaume (bureau centralisateur) | 62080      | CC du Sud Artois    | 5,76             | 3 718 (2022)                      | 645                | modifier les données · modifier les données |
| Ablainzevelle                   | 62002      | CC du Sud Artois    | 4,32             | 220 (2022)                        | 51                 | modifier les données · modifier les données |
| Achiet-le-Grand                 | 62005      | CC du Sud Artois    | 5,08             | 969 (2022)                        | 191                | modifier les données · modifier les données |
| Achiet-le-Petit                 | 62006      | CC du Sud Artois    | 7,25             | 311 (2022)                        | 43                 | modifier les données · modifier les données |
| Avesnes-lès-Bapaume             | 62064      | CC du Sud Artois    | 3,09             | 170 (2022)                        | 55                 | modifier les données · modifier les données |
| Ayette                          | 62068      | CC du Sud Artois    | 5,15             | 328 (2022)                        | 64                 | modifier les données · modifier les données |
| Bancourt                        | 62079      | CC du Sud Artois    | 4,54             | 84 (2022)                         | 19                 | modifier les données · modifier les données |
| Baralle                         | 62081      | CC Osartis Marquion | 7,95             | 435 (2022)                        | 55                 | modifier les données · modifier les données |
| Barastre                        | 62082      | CC du Sud Artois    | 7,64             | 314 (2022)                        | 41                 | modifier les données · modifier les données |
| Beaulencourt                    | 62093      | CC du Sud Artois    | 4,90             | 232 (2022)                        | 47                 | modifier les données · modifier les données |
| Beaumetz-lès-Cambrai            | 62096      | CC du Sud Artois    | 9,91             | 536 (2022)                        | 54                 | modifier les données · modifier les données |
| Béhagnies                       | 62103      | CC du Sud Artois    | 3,06             | 121 (2022)                        | 40                 | modifier les données · modifier les données |
| Bertincourt                     | 62117      | CC du Sud Artois    | 7,58             | 918 (2022)                        | 121                | modifier les données · modifier les données |
| Beugnâtre                       | 62121      | CC du Sud Artois    | 3,97             | 181 (2022)                        | 46                 | modifier les données · modifier les données |
| Beugny                          | 62122      | CC du Sud Artois    | 5,83             | 353 (2022)                        | 61                 | modifier les données · modifier les données |
| Biefvillers-lès-Bapaume         | 62129      | CC du Sud Artois    | 4,04             | 94 (2022)                         | 23                 | modifier les données · modifier les données |
| Bihucourt                       | 62131      | CC du Sud Artois    | 4,67             | 310 (2022)                        | 66                 | modifier les données · modifier les données |
| Bourlon                         | 62164      | CC Osartis Marquion | 12,30            | 1 148 (2022)                      | 93                 | modifier les données · modifier les données |
| Bucquoy                         | 62181      | CC du Sud Artois    | 20,80            | 1 506 (2022)                      | 72                 | modifier les données · modifier les données |
| Buissy                          | 62184      | CC Osartis Marquion | 6,87             | 287 (2022)                        | 42                 | modifier les données · modifier les données |
| Bullecourt                      | 62185      | CC du Sud Artois    | 6,43             | 227 (2022)                        | 35                 | modifier les données · modifier les données |
| Bus                             | 62189      | CC du Sud Artois    | 3,24             | 134 (2022)                        | 41                 | modifier les données · modifier les données |
| Chérisy                         | 62223      | CC du Sud Artois    | 6,29             | 291 (2022)                        | 46                 | modifier les données · modifier les données |
| Courcelles-le-Comte             | 62248      | CC du Sud Artois    | 7,94             | 479 (2022)                        | 60                 | modifier les données · modifier les données |
| Croisilles                      | 62259      | CC du Sud Artois    | 11,58            | 1 929 (2022)                      | 167                | modifier les données · modifier les données |
| Douchy-lès-Ayette               | 62272      | CC du Sud Artois    | 5,50             | 295 (2022)                        | 54                 | modifier les données · modifier les données |
| Écourt-Saint-Quentin            | 62284      | CC Osartis Marquion | 9,49             | 1 692 (2022)                      | 178                | modifier les données · modifier les données |
| Écoust-Saint-Mein               | 62285      | CC du Sud Artois    | 8,43             | 484 (2022)                        | 57                 | modifier les données · modifier les données |
| Épinoy                          | 62298      | CC Osartis Marquion | 8,08             | 509 (2022)                        | 63                 | modifier les données · modifier les données |
| Ervillers                       | 62306      | CC du Sud Artois    | 7,13             | 389 (2022)                        | 55                 | modifier les données · modifier les données |
| Favreuil                        | 62326      | CC du Sud Artois    | 4,93             | 237 (2022)                        | 48                 | modifier les données · modifier les données |
| Fontaine-lès-Croisilles         | 62343      | CC du Sud Artois    | 6,26             | 259 (2022)                        | 41                 | modifier les données · modifier les données |
| Frémicourt                      | 62353      | CC du Sud Artois    | 5,63             | 239 (2022)                        | 42                 | modifier les données · modifier les données |
| Gomiécourt                      | 62374      | CC du Sud Artois    | 3,62             | 152 (2022)                        | 42                 | modifier les données · modifier les données |
| Graincourt-lès-Havrincourt      | 62384      | CC Osartis Marquion | 11,57            | 644 (2022)                        | 56                 | modifier les données · modifier les données |
| Grévillers                      | 62387      | CC du Sud Artois    | 6,35             | 354 (2022)                        | 56                 | modifier les données · modifier les données |
| Hamelincourt                    | 62406      | CC du Sud Artois    | 6,64             | 262 (2022)                        | 39                 | modifier les données · modifier les données |
| Haplincourt                     | 62410      | CC du Sud Artois    | 5,11             | 191 (2022)                        | 37                 | modifier les données · modifier les données |
| Havrincourt                     | 62421      | CC du Sud Artois    | 16,61            | 357 (2022)                        | 21                 | modifier les données · modifier les données |
| Hermies                         | 62440      | CC du Sud Artois    | 13,05            | 1 076 (2022)                      | 82                 | modifier les données · modifier les données |
| Inchy-en-Artois                 | 62469      | CC Osartis Marquion | 11,06            | 576 (2022)                        | 52                 | modifier les données · modifier les données |
| Lagnicourt-Marcel               | 62484      | CC Osartis Marquion | 8,42             | 309 (2022)                        | 37                 | modifier les données · modifier les données |
| Lebucquière                     | 62493      | CC du Sud Artois    | 4,75             | 232 (2022)                        | 49                 | modifier les données · modifier les données |
| Léchelle                        | 62494      | CC du Sud Artois    | 3,75             | 45 (2022)                         | 12                 | modifier les données · modifier les données |
| Ligny-Thilloy                   | 62515      | CC du Sud Artois    | 10,29            | 517 (2022)                        | 50                 | modifier les données · modifier les données |
| Marquion                        | 62559      | CC Osartis Marquion | 8,22             | 1 016 (2022)                      | 124                | modifier les données · modifier les données |
| Martinpuich                     | 62561      | CC du Sud Artois    | 5,96             | 179 (2022)                        | 30                 | modifier les données · modifier les données |
| Metz-en-Couture                 | 62572      | CC du Sud Artois    | 10,73            | 606 (2022)                        | 56                 | modifier les données · modifier les données |
| Morchies                        | 62591      | CC du Sud Artois    | 6,64             | 210 (2022)                        | 32                 | modifier les données · modifier les données |
| Morval                          | 62593      | CC du Sud Artois    | 2,39             | 87 (2022)                         | 36                 | modifier les données · modifier les données |
| Mory                            | 62594      | CC du Sud Artois    | 7,39             | 302 (2022)                        | 41                 | modifier les données · modifier les données |
| Moyenneville                    | 62597      | CC du Sud Artois    | 6,48             | 289 (2022)                        | 45                 | modifier les données · modifier les données |
| Neuville-Bourjonval             | 62608      | CC du Sud Artois    | 3,15             | 170 (2022)                        | 54                 | modifier les données · modifier les données |
| Noreuil                         | 62619      | CC du Sud Artois    | 4,79             | 133 (2022)                        | 28                 | modifier les données · modifier les données |
| Oisy-le-Verger                  | 62638      | CC Osartis Marquion | 11,36            | 1 200 (2022)                      | 106                | modifier les données · modifier les données |
| Palluel                         | 62646      | CC Osartis Marquion | 2,77             | 562 (2022)                        | 203                | modifier les données · modifier les données |
| Pronville-en-Artois             | 62671      | CC Osartis Marquion | 6,09             | 308 (2022)                        | 51                 | modifier les données · modifier les données |
| Quéant                          | 62673      | CC Osartis Marquion | 9,02             | 635 (2022)                        | 70                 | modifier les données · modifier les données |
| Riencourt-lès-Bapaume           | 62708      | CC du Sud Artois    | 3,41             | 32 (2022)                         | 9,4                | modifier les données · modifier les données |
| Rocquigny                       | 62715      | CC du Sud Artois    | 3,73             | 273 (2022)                        | 73                 | modifier les données · modifier les données |
| Rumaucourt                      | 62728      | CC Osartis Marquion | 5,51             | 696 (2022)                        | 126                | modifier les données · modifier les données |
| Ruyaulcourt                     | 62731      | CC du Sud Artois    | 6,40             | 284 (2022)                        | 44                 | modifier les données · modifier les données |
| Sains-lès-Marquion              | 62739      | CC Osartis Marquion | 6,26             | 318 (2022)                        | 51                 | modifier les données · modifier les données |
| Saint-Léger                     | 62754      | CC du Sud Artois    | 7,47             | 527 (2022)                        | 71                 | modifier les données · modifier les données |
| Sapignies                       | 62776      | CC du Sud Artois    | 3,33             | 194 (2022)                        | 58                 | modifier les données · modifier les données |
| Le Sars                         | 62777      | CC du Sud Artois    | 5,11             | 156 (2022)                        | 31                 | modifier les données · modifier les données |
| Sauchy-Cauchy                   | 62780      | CC Osartis Marquion | 4,08             | 381 (2022)                        | 93                 | modifier les données · modifier les données |
| Sauchy-Lestrée                  | 62781      | CC Osartis Marquion | 9,06             | 445 (2022)                        | 49                 | modifier les données · modifier les données |
| Le Transloy                     | 62829      | CC du Sud Artois    | 10,41            | 425 (2022)                        | 41                 | modifier les données · modifier les données |
| Trescault                       | 62830      | CC du Sud Artois    | 4,67             | 194 (2022)                        | 42                 | modifier les données · modifier les données |
| Vaulx-Vraucourt                 | 62839      | CC du Sud Artois    | 14,11            | 1 096 (2022)                      | 78                 | modifier les données · modifier les données |
| Vélu                            | 62840      | CC du Sud Artois    | 3,14             | 130 (2022)                        | 41                 | modifier les données · modifier les données |
| Villers-au-Flos                 | 62855      | CC du Sud Artois    | 5,80             | 243 (2022)                        | 42                 | modifier les données · modifier les données |
| Warlencourt-Eaucourt            | 62876      | CC du Sud Artois    | 3,71             | 133 (2022)                        | 36                 | modifier les données · modifier les données |
| Ytres                           | 62909      | CC du Sud Artois    | 4,26             | 428 (2022)                        | 100                | modifier les données · modifier les données |
| Canton de Bapaume               | 6209       |                     | 512,31           | 35 766 (2022)                     | 70                 | modifier les données                        |

## Démographie

### Démographie avant 2015
| 1962  | 1968  | 1975  | 1982  | 1990  | 1999  | 2006  | 2011  | 2012  |
| ----- | ----- | ----- | ----- | ----- | ----- | ----- | ----- | ----- |
| 8 534 | 8 678 | 8 371 | 8 322 | 8 443 | 9 442 | 9 567 | 9 586 | 9 492 |

### Démographie depuis 2015
En 2022, le canton comptait 35 766 habitants, en évolution de −1,96 % par rapport à 2016 (Pas-de-Calais : −0,72 %, France hors Mayotte : +2,11 %).
| 2013   | 2018   | 2022   |
| ------ | ------ | ------ |
| 36 551 | 36 224 | 35 766 |